# Дувр (район)
Дувр (англ. Dover) — неметрополитенский район (англ. non-metropolitan district) в графстве Кент (Англия). Административный центр — город Дувр.

## География
Район расположен в восточной части графства Кент вдоль побережья Дуврского пролива.

## История
Район был образован 1 апреля 1974 года в результате объединения боро Дил, Дувр, Сануидж и сельских районов (англ. Rural District) Дувр и большей части Истри.

## Состав
В состав района входят 3 города:
- Дил
- Дувр
- Сануидж

и 32 общины (англ. civil parish).